# La Droite sociale
Cet article possède un paronyme, voir Droite sociale.
Ne doit pas être confondu avec La Droite forte ou La Droite populaire.
La Droite sociale est un groupe de réflexion français créé à l'initiative de Laurent Wauquiez en 2010. Ce groupe est devenu un courant de l'UMP à la suite du Congrès de l'Union pour un mouvement populaire de 2012.
Il a pour objectifs notables la défense des classes moyennes et la lutte contre « l’assistanat ». Depuis les élections municipales de 2014, ce groupe de réflexion est en sommeil.
Lors du Congrès de 2012, la motion « Droite Sociale : défense des classes moyennes - lutte contre l'assistanat » recueille 21,69 % des voix parmi les militants.

## Programme
Ce groupe réunit une cinquantaine de députés (UMP) qui, bien que parfois de tendances différentes, se retrouvent dans un programme fédérateur à droite. Le but du groupe est de donner plus de visibilité à l’action sociale de l'UMP et de proposer un nouveau pacte social à droite, la droite devant « s'émanciper de la dictature de la gauche sur le social ». Ses membres estiment que :
- d'une part, les classes moyennes, durement touchées par la crise, et qui depuis 20 ans ont reculé dans le partage de la valeur ajoutée, doivent être replacées au centre des politiques publiques ;
- d'autre part, le contrat social français doit évoluer pour assurer un meilleur équilibre des droits et des devoirs au sein de la société française ; une société qui ne fonctionnerait que sur les droits des individus amène et concourt à une société d’injustices et à ce que Laurent Wauquiez a appelé le « cancer de l'assistanat ».

La Droite sociale propose notamment de conditionner l'allocation du RSA socle (soit une somme comprise entre 483 euros par mois pour une personne seule sans enfant, et 1 208 euros par mois pour un couple avec trois enfants ) à cinq heures de "service social" par semaine, et envisage d'inclure dans les conditions d'accès aux logements sociaux une clause sur l’accès à l’emploi et les conditions de vie des travailleurs, se basant sur le fait que 500 000 personnes ces cinq dernières années auraient renoncé à un emploi pour des raisons liées au logement,.

## Poids politique au sein de l'UMP
Lors du Congrès de l'UMP de 2012, la motion « La Droite Sociale : défense des classes moyennes - lutte contre l'assistanat » recueille 21,69 % des voix parmi les militants UMP, après « La Droite forte » (27,77 %) mais devant « France moderne et humaniste » (18,17 %), « Le Gaullisme, une voie d’avenir pour la France » (12,31 %) et « La Droite populaire » (10,87 %).
En 2016, la Droite sociale et La Boîte à idées (groupe de réflexion des trentenaires de l'UMP) publient un rapport sur le système des retraites en France, qui propose notamment la suppression de tous les régimes spéciaux de retraites et l'instauration d'un système unique de retraite à points pour tous les français.